# Stade Clermontois Basket Auvergne
Lo Stade Clermontois Basket Auvergne era una società cestistica avente sede a Clermont-Ferrand, in Francia. Fondata nel 1938, nel 2015 si è fuso con il JA Vichy, dando vita al Jeanne d'Arc de Vichy-Clermont Métropole Basket.
Giocava nel campionato francese.
Disputava le partite interne nella Maison des Sports de Clermont-Ferrand, che ha una capacità di 5.000 spettatori.